# JTBC
JTBC (hangeul: 제이티비씨), également connu sous le nom de Joongang Tongyang Broadcasting Company, est un réseau de télévision par câble et une société de médias sud-coréens fondés en 2011. La société a son siège à Séoul.

## Histoire
JoongAng Ilbo, qui faisait partie de Samsung, possédait auparavant une chaîne de télévision. En 1964, il fonde la Tongyang Broadcasting Company (TBC) (aujourd'hui KBS2) et gère le réseau pendant 16 ans. En 1980, cependant, la TBC a été fusionnée de force avec la société d'État KBS par le régime militaire de Chun Doo-hwan. Lors de son lancement en 2011, certains analystes des médias considéraient le retour de JoongAng Ilbo à la télévision sur JTBC comme la réincarnation de TBC.

## Diffuseurs
- JTBC
- JTBC2
- JTBC Golf&Sports
- JTBC4
- JTBC Golf
- JTBC Zee TV

## Programmes

### Liste des séries télévisées
| Titre                                              | Date de diffusion                 | Nombres d'épisodes | Genre                                                    |
| -------------------------------------------------- | --------------------------------- | ------------------ | -------------------------------------------------------- |
| Queen Insoo                                        | 3 décembre 2011 - 20 mai 2012     | 60                 | Historique                                               |
| Padam Padam... The Sound of His and Her Heartbeats | 5 décembre 2011 - 7 février 2012  | 20                 | Drame, fantastique, policier, romance                    |
| Fermentation Family                                | 7 décembre 2011 - 23 février 2012 | 24                 | Drame, romance                                           |
| Syndrome                                           | 13 février - 17 avril 2012        | 20                 | Médical, thriller                                        |
| Dear You                                           | 27 juin - 16 août 2012            | 16                 | Romance                                                  |
| Childless Comfort                                  | 27 octobre 2012 - 13 mars 2013    | 40                 | Comédie, drame, romance                                  |
| Maids                                              | 12 décembre 2014 - 28 mars 2015   | 20                 | Action, historique, romance                              |
| Secret Healer                                      | 13 mai - 16 juillet 2016          | 20                 | Drame, fantastique, historique, romance                  |
| Strong Girl Bong-soon                              | 24 février - 15 avril 2017        | 16                 | Action, comédie, fantastique, mystère, policier, romance |
| Somehow 18                                         | 28 août - 8 septembre 2017        | 10                 | Comédie, fantastique, romance                            |
| School of Magic                                    | 11 septembre - 6 octobre 2017     | 16                 | Fantastique, scolaire                                    |
| Love Alarm                                         | 22 août- 5 novembre 2019          | 16                 | Drame, historique, romance                               |
| My Country: The New Age                            | 4 octobre - 23 novembre 2019      | 16                 | Fantastique, historique, politique, romance              |